# Devade lehtineni
Devade lehtineni là một loài nhện trong họ Dictynidae.
Loài này thuộc chi Devade. Devade lehtineni được miêu tả năm 2000 bởi Esyunin & Efimik.